# Níkos Kaklamanákis
Nikólaos Kaklamanákis (en grec moderne : Νικόλαος Κακλαμανάκης), souvent appelé Níkos Kaklamanákis (Νίκος Κακλαμανάκης), né le 19 août 1968 à Athènes, est le champion olympique de planche à voile aux Jeux olympiques d'été de 1996 d'Atlanta. Il est alors membre du Club nautique de Vouliagmeni.
Il est le porte drapeau de la délégation grecque lors des Jeux olympiques de 2000, à Sydney.
Aux Jeux olympiques de 2004, à Athènes, il allume la flamme olympique, le vendredi 13 août 2004, lors de la cérémonie d'ouverture. Au cours de ces Jeux, il gagne la médaille d'argent de l'épreuve de planche à voile.

## Palmarès

### Jeux olympiques d'été
- Médaille d'or en planche à voile (Mistral) aux JO d'Atlanta en 1996
- Médaille d'argent en planche à voile (Mistral) aux JO d'Athènes en 2004
- 6ème aux JO de Sydney en 2000

### Championnats du monde
- Médaille d'or aux Championnats du monde de planche à voile (Mistral) en 1996, 2000 et 2001

### Championnats d'Europe
- Médaille d'or aux Championnats d'Europe de planche à voile (Mistral) en 1994